# Henry Nwosu (Fußballspieler, 1980)
Henry Isaac Osaro Nwosu Kanu, bekannt als Henry Nwosu oder Henry Isaac, (* 14. Februar 1980 in Owerri) ist ein ehemaliger nigerianischer Fußballspieler.

## Karriere
In der Saison 1998/99 absolvierte Nwosu vier Spiele für Eintracht Frankfurt in der Fußball-Bundesliga. Weitere Stationen in Deutschland waren der FC St. Pauli und Waldhof Mannheim.

### Nationalmannschaft
Nwosu absolvierte zwei Spiele für die Nigerianische Fußballnationalmannschaft.